# Житловий масив легіоністів у Кракові
Житловий масив легіоністів — житловий масив у Кракові, в дільниці VIII Дембніки, в межах сьогоднішніх вулиць Біла Дорога (під час будівництва вул. Шведська Бочна  ), Шведська, Тинецька, Чехословацька та Празька (у період будівництва називалася Чародійською ).
Створено в 30-40-х роках ХХ ст з ініціативи заснованого в 1930 року легіонерського житлового кооперативу. План типового будинку для житлового масиву склав у 1935 році Едвард Крейслер - архітекторам окремих будівель довелося підлаштовуватися під цей шаблон. У 1937 році кооперативу було надано землю для будівництва житлового масиву в Дембніках. У наступному році садибах були побудовані дороги та водогін. До початку війни 1939 року було збудовано 17 будинків, ще 4 будувались. Здебільшого це одноповерхові будинки у стилі функціоналізму. Характер садиб змінився після війни та перебудови деяких будівель .
До найцікавіших будівель масиву належать  :
- вілла по вул. Біла дорога, 5, 1938-40 рр., архітектор Едвард Літвін ,
- вілла по вул. Шведській, 13, 1938-40 рр., архітектор Зигмунт Слабкий ,
- вілла по вул. Тинецька 12, 1938-42 рр., архітектор Ян Сердзінський .
- вілла майора Адама Крулікевича на вул. Празькій, 6, 1939 р., архітектор. Едвард Скавінський.